# Jasmín křovitý
Jasmín křovitý (Chrysojasminum fruticans, syn. Jasminum fruticans) je poloopadavý nebo stálezelený keř pocházející z jižní Evropy.

## Popis
Jasmín křovitý je keř vysoký 0,5 m až 2 m s poloopadavými nebo stálezelenými listy vyrůstajícími na tenkých hranatých metlovitých větvích.
Listy jsou zelené, trojčetné, střídavé, obvejčité až obkopinaté, na bázi dlouze klínovité, celokrajné, na vrcholu tupé. Jsou dlouhé 0,7–2 cm (0,7–3 cm). 
Žlutě zbarvené květy velikosti kolem jednoho centimetru se objevují v období května až června. Vyrůstají na krátkých postranních výhonech v květenství až po 5 květech. Jsou pětičetné oboupohlavné, kalich je zvonkovitý, s 5 úzkými cípy; koruna je řepicovitá, žlutá, s trubkou asi 1,5 cm dlouhou, v ústí chlupatou, korunní cípy jsou ploše rozložené, mají 12–15 mm v průměru; tyčinek je 5; semeník je svrchní. Na rozdíl od ostatních jasmínů nevoní tak intenzivně.
Plodem je lesklá černá nebo temně červenofialová kulovitá bobule o průměru 7–9 mm.

## Výskyt
Vyskytuje se v celém Středomoří od Portugalska až po Řecko. Objevit ho můžeme i na Anatolské plošině, jež se rozkládá na území Malé Asie, případně na Kavkazu.

## Pěstování
Preferuje slunné stanoviště, ovšem bez přímého úpalu. Nejlépe se cítí v propustné živné půdě. Potřebuje vláhu.

## Využití
Může popínat různé konstrukce, vhodný je rovněž na zahradní zídky, kde tvoří žluté převisy. Žluté rozkvetlé květy mohou zdobit okenní parapety.